# Gilbert Strang
William Gilbert Strang (Chicago, 27 de novembro de 1934) é um matemático estadunidense.
Contribui com o método dos elementos finitos, cálculo de variações, wavelets e álgebra linear. Strang é professor de matemática do Instituto de Tecnologia de Massachusetts. Leciona "Introdução à Álgebra Linear" e "Ciência Computacional e Engenharia", e suas notas de aula são disponíveis no MIT OpenCourseWare.

## Publicações

### Livros e monografias
- Computational Science and Engineering (2007)
- Linear Algebra, Geodesy, and GPS, com Kai Borre (1997)
- Wavelets and Filter Banks, com Truong Nguyen (1996)
- Introduction to Linear Algebra (1993, 1998, 2003, 2009)
- Calculus (1991, 2010)
- Linear Algebra and Its Applications (1976, 1980, 1988, 2005)
- Introduction to Applied Mathematics (1986)
- An Analysis of the Finite Element Method, com George Fix (1973, 2008)